# Ковалево-Дуже
Ковалево-Дуже (пол. Kowalewo Duże, нім. Vorwerk Wotterkeim) — село в Польщі, у гміні Корше Кентшинського повіту Вармінсько-Мазурського воєводства.
Населення — 67 осіб (2011).
У 1975-1998 роках село належало до Ольштинського воєводства.

## Демографія
Демографічна структура станом на 31 березня 2011 року:
|          | Загалом | Допрацездатний вік | Працездатний вік | Постпрацездатний вік |
| -------- | ------- | ------------------ | ---------------- | -------------------- |
| Чоловіки | 39      | 18                 | 21               | 0                    |
| Жінки    | 28      | 5                  | 20               | 3                    |
| Разом    | 67      | 23                 | 41               | 3                    |